# Canal+ (plataforma satélite española)
Canal+, anteriormente Digital+, fue una plataforma de pago de televisión por satélite, que operaba en España y Andorra a través de los satélites Astra e Hispasat. Fue propiedad de Sogecable (desde 2010, Prisa TV) desde su creación hasta 2015, cuando pasó a manos de Telefónica.
La plataforma inició sus emisiones el 21 de julio de 2003, con la fusión de las plataformas Canal Satélite Digital y Vía Digital, que daría lugar a una nueva empresa bajo la razón social de DTS Distribuidora de Televisión Digital, S. A.. El 7 de julio de 2015, tras la adquisición de la plataforma por parte de Telefónica, se integró junto a Movistar TV en la nueva plataforma Movistar+. En el último trimestre de 2013, tenía 1,65 millones de abonados.

## Historia

Logotipo utilizado entre 2006 y 2011. También usado como logo principal en 2003,pero con los colores azul y gris.

### Fusión con Vía Digital
Anteriormente al nacimiento de Digital+, existían dos plataformas rivales en España: Vía Digital, propiedad de Telefónica, que operaba desde 1997 a través del satélite Hispasat, y Canal Satélite Digital, propiedad de Sogecable, que operaba desde 1994 a través del satélite Astra.
Ambas compañías arrastraron pérdidas durante los primeros años de funcionamiento, lo que sumado al interés de desinversión de Telefónica, hizo comenzar el proceso de fusión entre ambas compañías, al margen del gobierno, para la integración de los negocios. El proceso se cerró el 8 de mayo de 2002. En el acuerdo, se cerró la absorción por parte de Sogecable de Vía Digital, haciendo una ampliación de capital del 23%, para los accionistas en aquel entonces de Vía Digital. El grupo resultante tenía más 2,5 millones de abonados.
Pero este acuerdo aún estaba sujeto a la intervención de las autoridades de la Competencia. El resultado de varios meses de deliberaciones, hizo que el 28 de agosto de 2002, la Comisión del Mercado de las Telecomunicaciones hiciera público un informe donde el organismo reconocía la inviabilidad de dos compañías por satélite pero advertía del peligro a la libre competencia que este suponía en varios mercados, como el de emisión de películas y deporte, así como la producción de canales.
El 13 de noviembre, el Tribunal de Defensa de la Competencia envía el informe definitivo al gobierno, con tan solo 10 condiciones, entre ellas la cesión del PPV a las operadoras de cable, así como limitaciones a la hora de renovar los contratos con los clubes de fútbol. Unos días después, el 29 de noviembre, el Consejo de Ministros aprueba la fusión, si bien amplia a 34 las condiciones de fusión, 24 más de las pedidas por el Tribunal de la Competencia, si bien estas condiciones fueron inferiores a las impuestas por el Gobierno italiano a la compra de Telepiù por parte de Murdoch que posteriormente fue investigada por la Unión Europea.
Estas condiciones impuestas parecieron no contentar a nadie, ya que tanto las tres empresas involucradas en la fusión (Sogecable, Vía Digital y Telefónica) como los afectados por ella, como son Gestevisión Telecinco, Mediapark (actual Teuve), operadores de cable agrupados en ONO y la AOC a través de Auna, interpusieron recursos contenciosos administrativos ante el Tribunal Supremo.
Aún con los recursos interpuestos, la fusión continuó su proceso, y el 21 de julio de 2003, nació tanto en Astra como en Hispasat la nueva plataforma llamada Digital+. Si bien este hecho tuvo también su polémica al alegar las operadoras de cable y las televisión privadas Antena 3 y Telecinco que se incumplían algunas de las condiciones como la subida de precios a los abonados o el no llegar al 20% de contenido de programadores independientes.
El inicio de emisiones de Digital+, se mantuvo codificado en los sistemas que operaban Canal Satélite Digital y Vía Digital. El primero, en Astra, en sistema SECA Mediaguard, actualmente en su segunda versión. El segundo, en Nagravisión, actualmente en su tercera versión, desde el 4 de diciembre de 2007.

### Cambio de estrategia
El 1 de febrero de 2008, Digital+ inauguró sus emisiones en alta definición, con el lanzamiento de Canal+ HD, si bien en un inicio, sus emisiones eran de contenidos repetidos de Canal+ en su versión HD, desde el 9 de diciembre de 2008, pasó a emitir la misma programación que Canal+ en simultcast, ofreciendo en alta definición, los contenidos que así pudieran ser emitidos. Además el mismo día iniciaron sus emisiones Canal+ Deportes HD y Canal+ DCine HD.
En septiembre de 2008, el Grupo Prisa a través de su diario El País dio a conocer que había recibido varias ofertas de compra por la plataforma de televisión satélite, dentro del proceso de reorganización de su negocio que pretende llevar a cabo. Al parecer, entre algunas de las empresas interesadas en la adquisición estarían Telefónica, Vivendi, Telecinco, British Sky Broadcasting (propietaria del servicio de televisión Sky en el Reino Unido e Italia) u ONO.
El 22 de julio de 2009, se dio a conocer un nuevo canal del grupo, llamado Canal+ Liga, competencia directa del canal de Mediapro Gol Televisión y que incluirá los mismos partidos que este, siendo estos tres de Primera División, siempre uno de Real Madrid o Fútbol Club Barcelona, dos de Segunda División, otros dos de cada jornada de la Copa del Rey, así como, de manera exclusiva, los partidos en codificado de la UEFA Europa League. El canal comienza sus emisiones el 29 de agosto de 2009, con un simultcast en alta definición.
En noviembre de 2009, Telefónica adquirió el 22% de la plataforma de televisión de pago mediante el desembolso de 240 millones de euros más la amortización de la deuda que Prisa debía a la empresa de telefonía, cifrada en 230 millones. El coste total de la operación fue por tanto de 470 millones de euros. Posteriormente, en diciembre, Gestevisión Telecinco se hizo con otro 22%, dentro de la operación de fusión de esta cadena con Cuatro.
En junio de 2010 la operadora de telecomunicaciones Jazztel dejó de comercializar sus servicios propios de Pago Por Visión en televisión, centrando su oferta audiovisual en acuerdos y en servicios de televisión por Internet. La operadora firmó a principios de mayo un acuerdo con Digital+, cuyo servicio comercializa junto con su oferta de telecomunicaciones.
El 20 de octubre de ese mismo año, Sogecable cambia de nombre a Prisa TV.

### Nuevo nombre
El 17 de octubre de 2011, Digital+ pasó a denominarse Canal+. Por su parte, el canal antes conocido como Canal+ se renombró como Canal+ 1. El cambio también afectó al Festival de Series de Digital+, que pasó a ser Festival de Series de Canal+ y, finalmente, Canal+ Series.

### Venta de Canal+ y nacimiento de Movistar+
Desde 2013, se publicaron diversas noticias sobre la posible compra de Canal+ por parte de Telefónica para que Prisa pudiese acabar con parte de su deuda. Según diversos medios, había muchas empresas que también querían comprar la plataforma de televisión de pago, como Al Jazeera, Vivendi, Liberty Global y el magnate Rupert Murdoch. Sin embargo, esa venta no tuvo repercusión mediática y parecía que las negociaciones y ofertas se alargarían mucho.
El 6 de mayo de 2014, Telefónica presentó una oferta vinculante para hacerse el 56% que Prisa tenía en Canal+, a cambio de pagar unos 725 millones de euros. El día siguiente, los medios se hacían eco de la aceptación de Prisa. La empresa vendedora expresaba que "durante un periodo de treinta días" desde entonces, se negociaría con la compradora para seguir con el proceso de compra, el cual sería regulado y analizado por la CNMC y Bruselas, para que no hubiera monopolio o se establecieran unas condiciones negativas para la competencia. El cierre de esta compraventa está condicionado a la obtención de la preceptiva autorización de las autoridades de competencia y a la aprobación por un panel representativo de los bancos financiadores de Prisa.
El 18 de junio de 2014, Telefónica presentó una oferta vinculante para adquirir por 295 millones de euros el 22% de Canal+ en manos de Mediaset España.
El 4 de julio de 2014, Mediaset España acepta la oferta de compra del 22% de Canal+ de Telefónica.
El 22 de abril de 2015, la CNMC da el visto bueno a la venta de Canal+ a Telefónica. Canal+ empezó el proceso de fusión con Movistar TV el 7 de julio de 2015 dando lugar a Movistar+, que fue lanzado oficialmente el 8 de julio. A partir del día 8 a las 16:00, Movistar+ se puso en marcha por completo.
La nueva plataforma incorporaba nuevos canales como Canal+ Estrenos, donde se concentraría el mejor cine en exclusiva y las últimas producciones, Canal+ Series Xtra, que contaría con series alternativas, tanto nacionales como europeas, y Canal+ Partidazo, que emite el partido más destacado de la jornada en la Liga BBVA. Por su parte, Canal+ 1 volvía a ser Canal+, pero perdería gran parte de su atractivo: el cine y las series de estreno, y el partido del domingo pasarían a sus respectivos canales temáticos. Finalmente pasaría a denominarse #0.

## Canal+ en otros dispositivos

### Yomvi
El 20 de octubre de 2011, se lanzó Yomvi, la marca de Canal+ en Internet. De esta manera, se podía ver Canal+ de manera interactiva, tanto en red como mediante un televisor con el sistema iPlus. También estaba disponible en iPad y iPhone. El primer mes estuvo de manera gratuita para tanto abonados como no abonados. Este sistema se encontraba disponible sin coste adicional para los abonados. Más tarde, 18 canales más los principales canales de España de TDT estuvieron disponibles y se lanzaron nuevos precios para contratar el servicio para no abonados en sus ordenadores.

### Canal+ móvil
Canal+ también se encontraba disponible en el móvil para diversos operadores de telecomunicación, como era el caso de Orange España, que ofertaba una selección de canales de dicha plataforma bajo suscripción.
Vodafone también ofertaba el servicio bajo la misma modalidad de prestación por suscripción. En ambos casos, se requería de un móvil 3G o de tecnología de Banda Ancha superior para poder visualizar adecuadamente los diversos canales.

## Distribución en otros países
Desde 2008 gran parte de la oferta de canales de la plataforma se distribuye en Andorra por medio de fibra óptica a través de la plataforma de televisión Som Televisió de Andorra Telecom como un paquete "Triple play".

## Etapas
Se pueden distinguir cuatro etapas: 
- Canal Satélite (1994–1997)
  - Plataforma analógica pionera del país, lanzada el 1 de enero de 1994, análoga de la versión gala «Canal Satellite» de Canal+ Francia.
- Canal Satélite Digital (1997–2003)
  - Plataforma digital lanzada el 31 de enero de 1997, que amplió su oferta de canales.[22][23]
- Digital+/Canal+ (2003–11)/(2011–15)
  - Plataforma resultante de la fusión con su competidora «Vía Digital», lanzada el 21 de julio de 2003.[24] El 17 de octubre de 2011, fue renombrada como «Canal+».
- Movistar+ (2015–act.)
  - Plataforma resultante de la fusión de «Canal+» con «Movistar TV», tras la adquisición del 100% del accionariado por parte de Telefónica. Fue lanzada el 8 de julio de 2015.[25]